# 德尔米拉·阿古斯蒂尼
德尔米拉·阿古斯蒂尼（西班牙語：Delmira Agustini，1886年10月24日—1914年7月6日），乌拉圭女诗人，是最早创作现代主义作品的乌拉圭女作家。

## 生平
阿古斯蒂尼生于乌拉圭蒙得维的亚的一个富裕的意大利移民家庭。从小学习法语，音乐和绘画，15岁开始写诗。阿古斯蒂尼将诗歌创作视作自己生命的重要组成部分，很年轻时就向《清晨》杂志投稿，参加1900一代诗人的活动，以鲁文·达里奥为师，鲁文·达里奥则将阿古斯蒂尼比作西班牙文艺复兴时期的女作家亚维拉的德兰。
阿古斯蒂尼的作品具有浓烈的抒情色彩，常从女性角度出发写爱情、性欲和死亡。她努力摆脱旧的创作传统，进行新的探索，属于后期现代主义。她在作品中大胆描写女性的内心世界，使用比喻和象征，表现她们的情欲和追求。1913年8月阿古斯蒂尼和恩里克·约伯·雷耶斯结婚，但一个月后即和丈夫分居，1914年5月离婚。离婚后一个月，她被雷耶斯枪击，头部遭受两处致命伤身亡，雷耶斯也自杀身亡。

## 作品
- 《白色的书》（1907）
- 《晨曲》（1910）
- 《空杯》（1913）
- 《全集》（1924），包括上述作品和《地狱的星辰》、《爱神的念珠》两部生前未发表作品。